# كهوف نهر كلاسيس
كهوف نهر كلاسيس هي سلسلة كهوف تقع في شرق مصب نهر كلاسيس على ساحل تسيتسيكاما في منطقة هيومانسدروب التابعة لولاية إيسترن كيب، جنوب أفريقيا، ويوجد بها ثلاثة كهوف وملجأين عند قاعدة منحدر عالٍ قد كشف عن دليل للاستيطان البشري يرتبط بالعصر الحجري الأوسط قبل نحو 125,000 سنة مضت، وهذه الترسبات التي سماكتها 20 مترًا (66 قدم) قد تجمعت من قبل 150,000 سنة بما يقارب 75,000 سنة، وخلال إعادة بناء الكهف من الرواسب الطبقية تم نقلها إلى مكبات خارجية. وفي عام 2015م، قدمت حكومة جنوب أفريقيا مقترحًا لإضافة الكهوف إلى قائمة مواقع التراث العالمي.
منذ عام 1960م، اقترح رونالد سينجر، راي إنسكيب، جون ويمر، هيلاري دياكون، ريتشارد كلين وآخرون التنقيب وسرعان ما كشفت أعمال التنقيب عن أول دليل معروف عن البشر المعاصرين سلوكيًا. والمزيد من التحليل اقترح بأن العينات تقع «خارج مدى التنوعات البشرية».

## التشكيل
تحليل أبعاد 14 من عظام الزند الدنيا بالمقارنة مع الخصائص التشكيلية للبشر الأفريقيين القدامى، الموستيرينيين الشرقيين، الأوروبيين القدامى، الغرب آسيويين، أوروبيون من العصر الحجري القديم العلوي، أفريقيين من العصر الانتقالي والبشر المعاصرين المنحدرين من اُصول أفريقية يقترحون نمطًا قديمًا كليًا تشكليًا لعينات مصب نهر كلاسيس. «البشر المرتبطون بالعصر الحجري الأوسط من عينات مصب نهر كلاسيس قد لا يكونون عصريين بالقدر الذي يُدَّعى من ناحية المواد القحفية»
عينات أشباه البشر تحتوي على شظايا جماجم، وفكوك سفلية مع أسنان، وبعض من بقايا من الجزء الخلفي من الرأس: الزند وخمسة عظام مشطية.

## أدلة العصرية السلوكية
هنالك 20 مترًا (66 قدم) من الترسبات المتراكمة، في داخل الكهف وخارجه مقابل وجه المنحدر الصخري، مُثبتًة أن ناس مصب نهر كلاسيس كانوا يعرفون كيف يصطادون الطرائد الصغيرة، السمك (لاحقًا)، يجمعون النباتات والجذور، يطبخون عن طريق التحميص على الموقد، ويديرون أرضهم (لاحقًا). هنالك أدلة واسعة لجمعهم للمحار؛ تقنيات المصنوعات الحجرية من العصر الحجري الأوسط ؛ جمع النباتات، الجذور والأزهار للأكل؛ طبخ النباتات، البصليات، الفقمات، البطاريق، ولحم الظبي على المواقد مع النار؛ تنظيم عام للمستوطنة؛ وإدارة الأرض والواحة بالنار.
الأدلة تشير أيضًا إلى أن حضورهم كان موسميًا أو هجريًأ. هنالك أيضًا أدلة على أكل لحوم البشر، عظام بشرية حديثة متفحمة ومنحوتة يتم التخلص منها مع بقايا الطعام الأخرى.
ما تم تجميعه من العصر الحجري الأوسط والمتعلق بأولئك الناس يوصف بأنه عصري تشريحيًا، هنالك نقاش قائم حول الفترة الزمنية التي أصبحوا فيها عصريين سلوكيًا أيضَا. هنالك فرق ملحوظ بين التكنولوجيا الحجرية المستخدمة في العصر الحجري القديم في الطبقات المبكرة من 125,000 سنة مضت، والتكنولوجيا المتفوقة المستخدمة للشفرات في العصر الحجري الأوسط بعمر 70,000 سنة من فترة هويسونس بوورت التي استخدمت مواد خام كانت قد استخرجت من مكان بأتجاه 20 كيلومتر إلى الداخل. هنالك أيضًا تمييز بين فتات أكل العصر الحجري القديم التي تجمعت تحت الأقدام داخل الكهوف قبل 125,000 سنة وبين إخراج الفتات من الكهف إلى مكبات خارجية من قِبَل الساكنين قبل 75,000 سنة، مقترحًة تطور «تدبير المنزل» البدائي في ذلك الوقت.

## الاكتشاف والتنقيب
المصنوعات والعظام تم الإبلاغ عنهم بالأصل من قبل بول هاسليم ولودويج أبيل، ثم في عام 1960 قام راي انسكييب ورونالد سينجر بتعريف تلك الأدوات بأنها من العصر الحجري الأوسط. في عام 1967 و1968 بدأ رونالد سينجر وجون ويمر بتنقيبات مكثفة، مع نتائجهم الأولية التي نُشرت في عام 1972 من قِبَل صحافة جامعة شيكاغو. منذ عام 1984 تمت مواصلة البحث من قِبَل هيلاري دياكون. منذ عام 1984، استمر البحث من قبل هيلاري ديكون. هذا الآن محمي من قبل جمعية الموارد التراثية الجنوب أفريقية (SAHRA)، وقسم شؤون البيئية والسياحة.

## المواقع

### مدخل مصب نهر كلاسيس

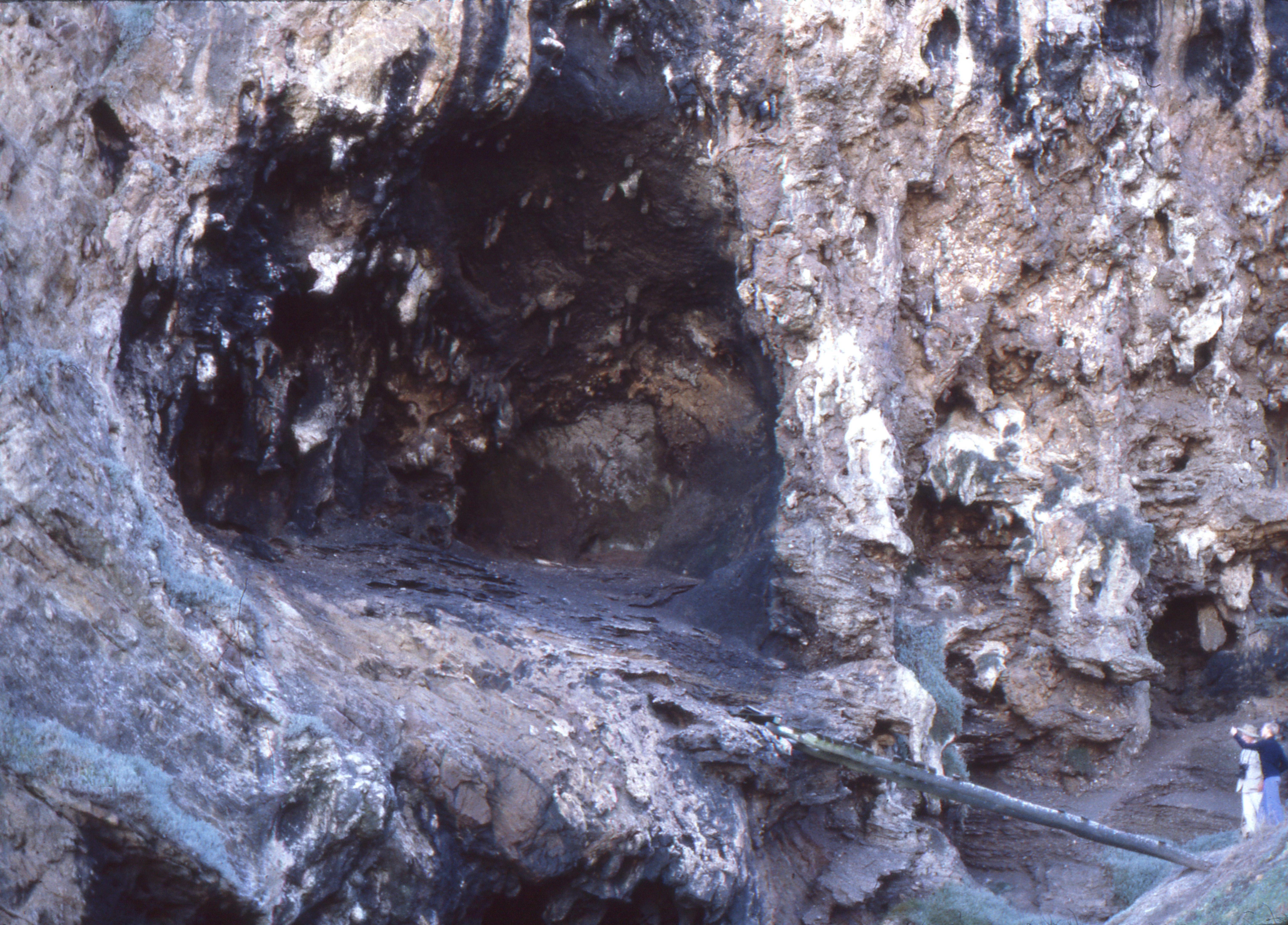
مدخل مصب كهوف نهر كلاسيس.

الكهوف الخمسة منقطة باتجاه الشرق بموازاة الساحل على بُعد كيلومترين نت مصب نهر كلاسيس، والامتداد الكامل إلى نقطة درويبكيلدر حدد كموقع تراثي وطني.
(المواقع – من الأفضل عرضها على خرائط جوجل):
- مصب نهر كلاسيس في 34°6′22.32″S 24°23′13.42″E / 34.1062000°S 24.3870611°E
- موقع كلاسيس الرئيسي، الكهف 1 و2، في 34°6′29.17″S 24°23′24.50″E / 34.1081028°S 24.3901389°E
- كهوف كلاسيس 3 و4 في 34°6′39.55″S 24°23′43.83″E / 34.1109861°S 24.3955083°E
- كهف كلاسيس 5 في 34°6′52.63″S 24°24′3.31″E / 34.1146194°S 24.4009194°E